# Aechmea organensis
Aechmea organensis är en gräsväxtart som beskrevs av Heinrich Wawra. Aechmea organensis ingår i släktet Aechmea och familjen Bromeliaceae. Inga underarter finns listade i Catalogue of Life.